# Veikkausliiga 2000
Die Veikkausliiga 2000 war die elfte Spielzeit der höchsten finnischen Spielklasse im Fußball der Männer unter diesem Namen sowie die 70. Saison seit deren Einführung im Jahre 1930. Sie begann am 29. April und endete am 28. Oktober 2000.
Erst am letzten Spieltag sicherte sich zum achten Mal in der Vereinsgeschichte und zum dritten Mal in Folge der FC Haka Valkeakoski den Titel durch einen 4:0-Sieg über den Absteiger KTP Kotka.
Im Finale des finnischen Fußballpokals gewann HJK Helsinki mit 1:0 gegen KTP Kotka. Den finnischen Ligapokal gewann wie im Vorjahr der Vaasan PS durch ein 2:1 über den Helsinkier Verein FC Jokerit. Das Finale wurde in Hanko ausgetragen.

## Modus
Die Meisterschaft wurde im Gegensatz zum Vorjahr wieder in einer Dreifachrunde ausgespielt. Jede Mannschaft bestritt somit 33 Saisonspiele. Der Tabellenletzte stieg direkt ab, der Vorletzte musste sich der Relegation stellen.

## Teilnehmende Mannschaften
| Verein                     | Stadt        | Stadion                         | Kapazität |
| -------------------------- | ------------ | ------------------------------- | --------- |
| FC Jazz Pori               | Pori         | Stadion Pori                    | 12.300    |
| FC Jokerit                 | Helsinki     | Finnair Stadium                 | 10.770    |
| FC Lahti                   | Lahti        | Stadion Lahti                   | 14.465    |
| Haka Valkeakoski           | Valkeakoski  | Tehtaan kenttä                  | 06.400    |
| HJK Helsinki               | Helsinki     | Finnair Stadium                 | 10.770    |
| Inter Turku                | Turku        | Veritas-Stadion                 | 09.372    |
| Kotkan Työväen Palloilijat | Kotka        | Urheilukeskus                   | 04.780    |
| Myllykosken Pallo -47      | Anjalankoski | Anjalankosken jalkapallostadion | 04.167    |
| Rovaniemi PS               | Rovaniemi    | Rovaniemen keskuskenttä         | 02.800    |
| Tampere United             | Tampere      | Tammela Stadion                 | 05.050    |
| Turku PS                   | Turku        | Veritas-Stadion                 | 09.000    |
| Vaasan PS                  | Vaasa        | Hietalahti Stadion              | 04.600    |

## Abschlusstabelle
| Pl. | Verein                     | Sp. | S  | U  | N  | Tore    | Diff. | Punkte |
| --- | -------------------------- | --- | -- | -- | -- | ------- | ----- | ------ |
| 1.  | Haka Valkeakoski (M)       | 33  | 20 | 6  | 7  | 056:200 | +36   | 66     |
| 2.  | FC Jokerit (P)             | 33  | 16 | 14 | 3  | 056:260 | +30   | 62     |
| 3.  | Myllykosken Pallo -47 1    | 33  | 18 | 7  | 8  | 050:340 | +16   | 61     |
| 4.  | HJK Helsinki               | 33  | 16 | 9  | 8  | 051:330 | +18   | 57     |
| 5.  | FC Jazz Pori               | 33  | 14 | 11 | 8  | 041:320 | +9    | 53     |
| 6.  | Tampere United (N)         | 33  | 12 | 10 | 11 | 048:520 | −4    | 46     |
| 7.  | Inter Turku                | 33  | 11 | 7  | 15 | 047:540 | −7    | 40     |
| 8.  | FC Lahti                   | 33  | 10 | 9  | 14 | 036:350 | +1    | 39     |
| 9.  | Rovaniemi PS               | 33  | 10 | 6  | 17 | 035:500 | −15   | 36     |
| 10. | Vaasan PS                  | 33  | 8  | 10 | 15 | 038:420 | −4    | 34     |
| 11. | Turku PS                   | 33  | 7  | 6  | 20 | 030:750 | −45   | 27     |
| 12. | Kotkan Työväen Palloilijat | 33  | 5  | 7  | 21 | 029:640 | −35   | 22     |

Platzierungskriterien: 1. Punkte – 2. Tordifferenz – 3. geschossene Tore

| (M) | amtierender Meister     |
| (P) | amtierender Pokalsieger |
| (N) | Neuaufsteiger           |

## Kreuztabelle
| Spieltage 1–22             | Haka Valkeakoski | FC Jokerit | Myllykosken Pallo -47 | HJK Helsinki | FC Jazz Pori | Tampere United | Inter Turku | FC Lahti | Rovaniemi PS | Vaasan PS | Turku PS | Kotkan Työväen Palloilijat |
| -------------------------- | ---------------- | ---------- | --------------------- | ------------ | ------------ | -------------- | ----------- | -------- | ------------ | --------- | -------- | -------------------------- |
| Haka Valkeakoski           |                  | 0:0        | 1:0                   | 1:0          | 0:1          | 3:0            | 5:1         | 1:0      | 2:1          | 0:1       | 1:1      | 0:0                        |
| FC Jokerit                 | 2:0              |            | 2:2                   | 2:1          | 1:1          | 3:3            | 1:1         | 3:1      | 2:0          | 0:2       | 4:0      | 2:1                        |
| Myllykosken Pallo -47      | 1:0              | 2:1        |                       | 1:1          | 1:1          | 0:2            | 2:1         | 1:0      | 1:0          | 1:0       | 2:0      | 2:0                        |
| HJK Helsinki               | 1:0              | 0:3        | 3:2                   |              | 0:0          | 0:0            | 3:2         | 0:0      | 3:0          | 2:1       | 4:0      | 4:1                        |
| FC Jazz Pori               | 1:0              | 1:1        | 1:0                   | 1:2          |              | 3:0            | 1:3         | 0:0      | 1:0          | 1:0       | 3:0      | 1:0                        |
| Tampere United             | 0:4              | 1:1        | 3:1                   | 1:1          | 1:1          |                | 1:1         | 0:0      | 4:1          | 3:3       | 0:2      | 2:0                        |
| Inter Turku                | 1:4              | 1:1        | 1:2                   | 0:0          | 1:1          | 3:0            |             | 3:0      | 1:1          | 1:1       | 1:0      | 0:2                        |
| FC Lahti                   | 1:0              | 1:1        | 0:0                   | 1:0          | 0:1          | 1:0            | 1:3         |          | 0:2          | 0:3       | 1:2      | 2:3                        |
| Rovaniemi PS               | 1:1              | 2:3        | 1:0                   | 0:5          | 4:1          | 1:2            | 2:0         | 0:0      |              | 1:4       | 1:0      | 0:0                        |
| Vaasan PS                  | 2:3              | 0:0        | 0:1                   | 1:2          | 0:2          | 0:1            | 0:1         | 0:2      | 1:3          |           | 1:1      | 1:1                        |
| Turku PS                   | 0:3              | 1:4        | 1:1                   | 2:1          | 3:3          | 3:2            | 1:4         | 1:0      | 1:0          | 1:1       |          | 0:2                        |
| Kotkan Työväen Palloilijat | 1:2              | 0:5        | 0:3                   | 1:2          | 0:1          | 4:4            | 1:0         | 1:3      | 2:3          | 1:1       | 2:2      |                            |

| Spieltage 23–33            | Haka Valkeakoski | FC Jokerit | Myllykosken Pallo -47 | HJK Helsinki | FC Jazz Pori | Tampere United | Inter Turku | FC Lahti | Rovaniemi PS | Vaasan PS | Turku PS | Kotkan Työväen Palloilijat |
| -------------------------- | ---------------- | ---------- | --------------------- | ------------ | ------------ | -------------- | ----------- | -------- | ------------ | --------- | -------- | -------------------------- |
| Haka Valkeakoski           |                  | –          | 5:2                   | 2:0          | 2:1          | 4:0            | –           | –        | –            | 1:0       | –        | 4:0                        |
| FC Jokerit                 | 0:0              |            | –                     | –            | –            | 1:0            | 3:2         | 0:0      | 3:0          | –         | 4:1      | –                          |
| Myllykosken Pallo -47      | –                | 1:0        |                       | 3:1          | –            | –              | –           | 1:0      | 3:0          | 4:0       | –        | 2:0                        |
| HJK Helsinki               | –                | 1:2        | –                     |              | 2:1          | –              | 2:2         | 0:0      | –            | 3:0       | 3:1      | –                          |
| FC Jazz Pori               | –                | 0:0        | 2:2                   | –            |              | –              | –           | –        | 2:0          | 1:1       | 4:1      | 2:0                        |
| Tampere United             | –                | –          | 1:1                   | 1:2          | 2:0          |                | –           | –        | –            | 1:1       | –        | 3:2                        |
| Inter Turku                | 0:1              | –          | 5:1                   | –            | 2:1          | 2:5            |             | –        | –            | –         | 2:0      | 1:0                        |
| FC Lahti                   | 1:1              | –          | –                     | –            | 3:0          | 0:1            | 4:1         |          | –            | –         | 3:1      | –                          |
| Rovaniemi PS               | 0:2              | –          | –                     | 0:0          | –            | 3:0            | 5:0         | 1:3      |              | –         | –        | –                          |
| Vaasan PS                  | –                | 0:0        | –                     | –            | –            | –              | 2:1         | 3:2      | 0:1          |           | 6:0      | –                          |
| Turku PS                   | 0:3              | –          | 1:4                   | –            | –            | 1:4            | –           | –        | 2:0          | –         |          | 0:1                        |
| Kotkan Työväen Palloilijat | –                | 0:1        | –                     | 1:2          | –            | –              | –           | 1:6      | 1:1          | 0:2       | –        |                            |

## Relegation
|             | Gesamt |          | Hinspiel | Rückspiel |
| ----------- | ------ | -------- | -------- | --------- |
| Atlantis FC | 5:2    | Turku PS | 4:1      | 1:1       |

Somit Turku PS abgestiegen, Atlantis FC stieg auf.

## Torschützenliste
| Pl. | Nat.     | Spieler           | Verein                     | Tore |
| --- | -------- | ----------------- | -------------------------- | ---- |
| 1   | Finnland | Shefki Kuqi       | FC Jokerit                 | 19   |
| 2   | Schweden | Richard Teberio   | Inter Turku                | 14   |
|     | Finnland | Jari Niemi        | Tampere United             | 14   |
| 4   | Russland | Waleri Popowitsch | Haka Valkeakoski           | 13   |
|     | Finnland | Mauri Keskitalo   | Kotkan Työväen Palloilijat | 13   |

## Internationales Abschneiden 2000/01
Während der Veikkausliiga-Saison 2000 waren vier finnische Mannschaften bei internationalen Wettbewerben im Einsatz, die sich nach der Veikkausliiga-Saison 1999 dafür qualifiziert hatten:
| Wettbewerb                     | Runde          | Gegner              | Hin | Rück      | Gesamt |
| ------------------------------ | -------------- | ------------------- | --- | --------- | ------ |
| Meister Haka Valkeakoski:      |                |                     |     |           |        |
| UEFA Champions League          | 1. Qual.-Runde | Linfield FC         | 1:0 | 1:2       | 2:2    |
| UEFA Champions League          | 2. Qual.-Runde | FK Inter Bratislava | 0:0 | 0:1 n. V. | 0:1    |
| Vizemeister HJK Helsinki:      |                |                     |     |           |        |
| UEFA-Pokal                     | Qualifikation  | CS Grevenmacher     | 4:1 | 0:2       | 4:3    |
| UEFA-Pokal                     | 1. Runde       | Celtic Glasgow      | 0:2 | 2:1 n. V. | 2:3    |
| Pokalsieger FC Jokerit:        |                |                     |     |           |        |
| UEFA-Pokal                     | Qualifikation  | MTK Hungária FC     | 0:1 | 2:4       | 2:5    |
| Dritter Myllykosken Pallo -47: |                |                     |     |           |        |
| UEFA Intertoto Cup             | 1. Runde       | Neuchâtel Xamax     | 1:2 | 3:3       | 4:5    |

## Internationales Abschneiden 2001/02
Fünf Vereine qualifizierten sich nach der Veikkausliiga-Saison 2000 für internationale Wettbewerbe in der Saison 2001/02:
| Wettbewerb                     | Runde          | Gegner              | Hin | Rück | Gesamt |
| ------------------------------ | -------------- | ------------------- | --- | ---- | ------ |
| Meister Haka Valkeakoski:      |                |                     |     |      |        |
| UEFA Champions League          | 1. Qual.-Runde | FC Valletta         | 0:0 | 5:0  | 5:0    |
| UEFA Champions League          | 2. Qual.-Runde | Maccabi Haifa       | 0:1 | 3:0  | 3:1    |
| UEFA Champions League          | 3. Qual.-Runde | FC Liverpool        | 0:5 | 1:4  | 1:9    |
| UEFA-Pokal                     | 1. Runde       | 1. FC Union Berlin  | 1:1 | 0:3  | 1:4    |
| Vizemeister FC Jokerit:        |                |                     |     |      |        |
| UEFA-Pokal                     | Qualifikation  | Arsenal Kiew        | 0:2 | 0:2  | 0:4    |
| Dritter Myllykosken Pallo -47: |                |                     |     |      |        |
| UEFA-Pokal                     | Qualifikation  | Helsingborgs IF     | 1:3 | 1:2  | 2:5    |
| Pokalsieger HJK Helsinki:      |                |                     |     |      |        |
| UEFA-Pokal                     | Qualifikation  | FK Ventspils        | 2:1 | 1:0  | 3:1    |
| UEFA-Pokal                     | 1. Runde       | AC Parma            | 0:1 | 0:2  | 3:1    |
| Fünfter FC Jazz Pori:          |                |                     |     |      |        |
| UEFA Intertoto Cup             | 1. Runde       | Gloria Bistrița     | 1:0 | 1:2  | 2:2    |
| UEFA Intertoto Cup             | 2. Runde       | Paris Saint-Germain | 0:3 | 1:4  | 1:7    |